# Killaloe
Killaloe (iriska: Cill Dalua) är en ort i republiken Irland.   Den ligger i grevskapet An Clár och provinsen Munster, i den centrala delen av landet, 160 km väster om huvudstaden Dublin. Killaloe ligger 55 meter över havet och antalet invånare är 1 292. Den ligger vid sjön Lough Derg.
Terrängen runt Killaloe är kuperad norrut, men söderut är den platt. Runt Killaloe är det glesbefolkat, med 12 invånare per kvadratkilometer. Närmaste större samhälle är Limerick, 19,8 km sydväst om Killaloe. Trakten runt Killaloe består i huvudsak av gräsmarker.